# Zehnden
Die Zehnden (gelegentlich auch Zenden geschrieben), auf franz. dizain, waren in der früheren Republik Wallis weitgehend selbständige Teilgebiete. Ab der Helvetik fungierten sie im modernen Kanton Wallis lediglich noch als Verwaltungseinheiten ohne innere Autonomie und wurden in der Folge 1848 in Bezirk umbenannt.
Von 1476 bis 1798 existierten sieben Zehnden; das Wallis wurde deshalb auch «Republik der sieben Zehnden» genannt. Siehe hierzu auch den Artikel Geschichte des Wallis. Jeder Zehnden besass grosse Autonomierechte; das Lötschental und das Unterwallis waren allerdings Untertanengebiete. Die sieben Zehnden waren:
- Goms
- Brig
- Visp
- Raron
- Leuk
- Siders
- Sitten

Nach dem Zusammenbruch der Alten Eidgenossenschaft 1798 kamen schrittweise weitere Zehnden des Unterwallis dazu.
1798:
- Monthey
- Saint-Maurice
- Entremont

1802:
- Martigny
- Hérémence

1815:
- Conthey

| Somit existierten 13 Zehnden, welche den heutigen Bezirken entsprechen. Diese sind im Walliser Wappen durch 13 Sterne repräsentiert: |

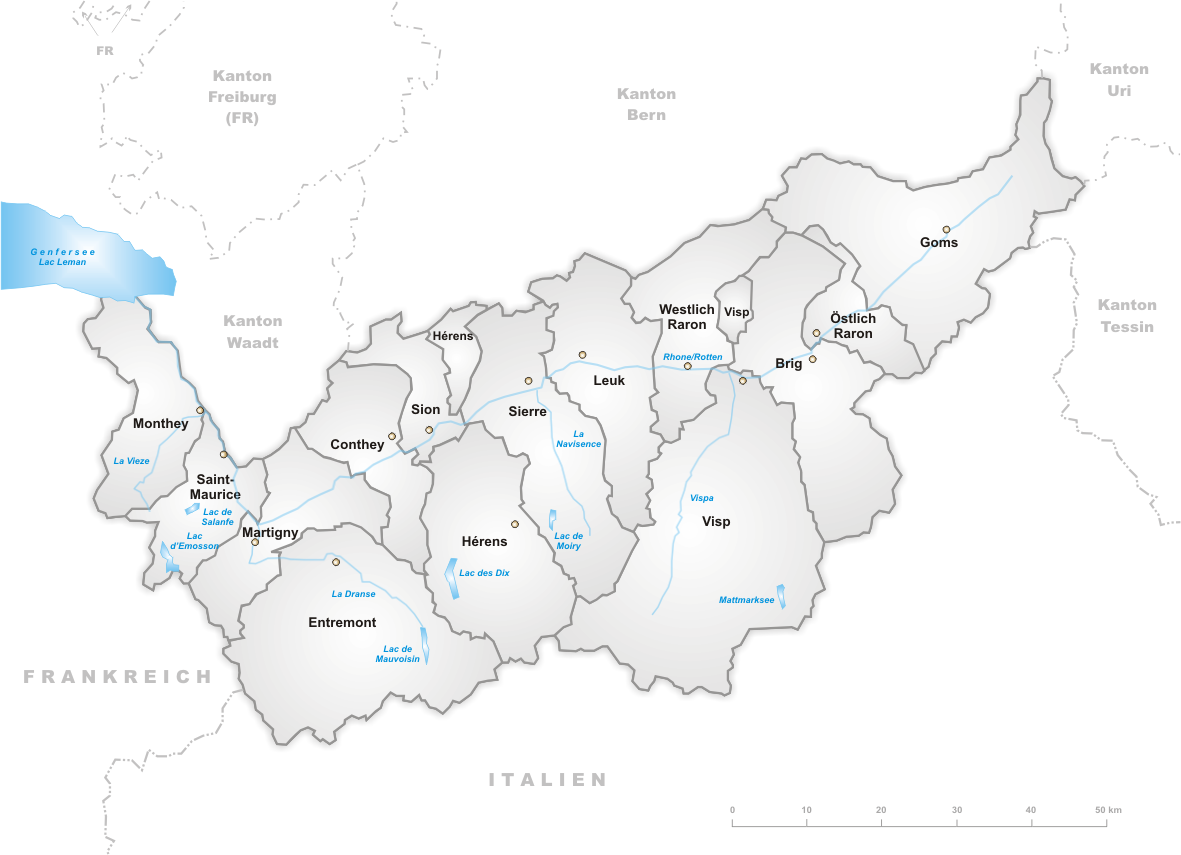
Bezirke des Kantons Wallis

Der Kanton Wallis ist in 13 Bezirke eingeteilt, wobei Westlich Raron und Östlich Raron jeweils als Halbbezirke zu betrachten sind:
- Bezirk Goms (fr. Conches) mit Hauptort Münster
- Bezirk Östlich Raron (fr. Rarogne oriental) mit Hauptort Mörel
- Bezirk Brig mit Hauptort Brig-Glis
- Bezirk Visp (fr. Viège) mit Hauptort Visp
- Bezirk Westlich Raron (fr. Rarogne occidental) mit Hauptort Raron
- Bezirk Leuk (fr. Loèche) mit Hauptort Leuk
- Bezirk Siders (fr. Sierre) mit Hauptort Siders
- Bezirk Sitten (fr. Sion) mit Hauptort Sion
- District de Conthey (dt. Gundis) mit Hauptort Conthey
- District d’Hérens (dt. Ering) mit Hauptort Evolène
- District d’Entremont mit Hauptort Sembrancher
- District de Martigny (dt. Martinach) mit Hauptort Martigny
- District de Saint-Maurice mit Hauptort Saint-Maurice
- District de Monthey mit Hauptort Monthey